# Crestview (Flórida)
Crestview é uma cidade localizada no estado americano da Flórida, no condado de Okaloosa, do qual é sede. Foi incorporada em 1916.

## Geografia
De acordo com o United States Census Bureau, a cidade tem uma área de 41,8 km², onde 41,5 km² estão cobertos por terra e 0,3 km² por água.

### Localidades na vizinhança
O diagrama seguinte representa as localidades num raio de 40 km ao redor de Crestview.

## Demografia
Segundo o censo nacional de 2010, a sua população é de 20 978 habitantes e sua densidade populacional é de 505,6 hab/km². É a localidade mais populosa do condado de Okaloosa e também a que, em 10 anos, teve o maior crescimento populacional do condado. Possui 9 153 residências, que resulta em uma densidade de 220,6 residências/km².

## Geminações
- Noirmoutier-en-l'Île, Vendeia, França[4]